# Anouk Matton
Pour les articles homonymes, voir Matton.
 (mars 2024).
La mise en forme du texte ne suit pas les recommandations de Wikipédia : il faut le « wikifier ».
Les points d'amélioration suivants sont les cas les plus fréquents. Le détail des points à revoir est peut-être précisé sur la page de discussion.
- Les titres sont pré-formatés par le logiciel. Ils ne sont ni en capitales, ni en gras.
- Le texte ne doit pas être écrit en capitales (les noms de famille non plus), ni en gras, ni en italique, ni en « petit »…
- Le gras n'est utilisé que pour surligner le titre de l'article dans l'introduction, une seule fois.
- L'italique est rarement utilisé : mots en langue étrangère, titres d'œuvres, noms de bateaux, etc.
- Les citations ne sont pas en italique mais en corps de texte normal. Elles sont entourées par des guillemets français : « et ».
- Les listes à puces sont à éviter, des paragraphes rédigés étant largement préférés. Les tableaux sont à réserver à la présentation de données structurées (résultats, etc.).
- Les appels de note de bas de page (petits chiffres en exposant, introduits par l'outil «  Source ») sont à placer entre la fin de phrase et le point final[comme ça].
- Les liens internes (vers d'autres articles de Wikipédia) sont à choisir avec parcimonie. Créez des liens vers des articles approfondissant le sujet. Les termes génériques sans rapport avec le sujet sont à éviter, ainsi que les répétitions de liens vers un même terme.
- Les liens externes sont à placer uniquement dans une section « Liens externes », à la fin de l'article. Ces liens sont à choisir avec parcimonie suivant les règles définies. Si un lien sert de source à l'article, son insertion dans le texte est à faire par les notes de bas de page.
- La présentation des références doit suivre les conventions bibliographiques. Il est recommandé d'utiliser les modèles {{Ouvrage}}, {{Chapitre}}, {{Article}}, {{Lien web}} et/ou {{Bibliographie}}. Le mode d'édition visuel peut mettre en forme automatiquement les références.
- Insérer une infobox (cadre d'informations à droite) n'est pas obligatoire pour parachever la mise en page.

Pour une aide détaillée, merci de consulter Aide:Wikification.
Si vous pensez que ces points ont été résolus, vous pouvez retirer ce bandeau et améliorer la mise en forme d'un autre article.
Anouk Matton est une DJ, chanteuse et influenceuse belge née le 18 décembre 1992 à Bourg-Léopold, plus connue sous le nom de MATTN.

## Carrière

### DJ
En 2016, Anouk Matton a fait ses débuts sur la scène principale de Tomorrowland. En 2018, elle s'est classée 72e dans la liste du Top 100 du British DJ Magazine. Anouk Matton a remporté le prix du meilleur groupe belge aux MTV Europe Music Awards en 2019,.

### Chanteuse
Le 3 juillet 2020, Anouk Matton et Regi ont sorti leur premier single ensemble Don't Tell 'Em,. Grâce à cette collaboration, elle a été approchée par la direction du duo roumain Shoeba, avec qui elle a également sorti plus tard un single.

### Télévision
En 2021, Anouk Matton obtient sa propre série de télé-réalité Anouk Matton Privé sur VTM. Le premier épisode, diffusé le 27 septembre 2021, a suscité de nombreuses critiques dans la presse,. Anouk Matton est également apparue dans l'émission The Best Of sur  VTM où elle a chanté pour la première fois pour son mari Dimitri Vegas. En 2022, elle a fait une apparition dans " Real Stories: The Neighbourhood Police VIPS " .

## Vie privée
Anouk Matton est mariée à Dimitri Vegas,. En 2021, ils sont devenus parents d’un fils.

## Discographie

### Simple
| Date de publication | Unique               |
| ------------------- | -------------------- |
| 26 juin 2016        | How We Roll          |
| 14 avril 2017       | Let The Song Play    |
| 11 mai 2018         | Late                 |
| 23 novembre 2018    | Jungle Fever         |
| 1er mars 2019       | Don't Say A word     |
| 19 juillet 2019     | Lone Wolves          |
| 31 janvier 2020     | Girlz Wanna Have Fun |
| 3 juillet 2020      | I Won't Tell         |
| 24 juillet 2020     | Morning Mood         |
| 27 novembre 2020    | Last Chrismas        |
| 18 décembre 2020    | The Logical Song     |
| 29 janvier 2021     | Anyway               |
| 12 mars 2021        | You Give Me Life     |